# Akarui Mirai
Akarui Mirai (Japonês: アカルイミライ,) é um filme japonês. Lançado em 18 de janeiro de 2003, no mesmo ano foi apresentado no Festival de Cannes. Ele foi escrito e dirigido por Kiyoshi Kurosawa.

## Sinopse
Dois amigos têm um pequeno negócio na fabricação de oshibori. O inusitado relacionamento entre eles é baseado numa raiva incontrolável e numa estranha água-viva que eles mantêm como animal de estimação.

## Elenco
- Joe Odagiri - Yûji Nimura
- Tadanobu Asano - Mamoru Arita
- Tatsuya Fuji -	Shin'ichirô Arita
- Takashi Sasano - Senhor Fujiwara
- Marumi Shiraishi - Senhora Fujiwara
- Hanawa - Ken Takagi
- Hideyuki Kasahara - Shin
- Ryo Kase - Fuyuki Arita
- Chiaki Kominami - Kaori Fujiwara
- Ken'ichi Matsuyama - Jun
- Yoshiyuki Morishita - Mori
- Sayuri Oyamada - Miho Nimura
- Ryô - Advogado
- Sakichi Satou - Gerente da reciclagem
- Tetsu Sawaki - Kei